# The Poet's Windfall
The Poet's Windfall è un cortometraggio muto di propaganda del 1918, diretto e interpretato da Henry Edwards

## Produzione
Il film fu prodotto dalla Hepworth.

## Distribuzione
Distribuito dal Ministry of Information, il film - un cortometraggio della lunghezza di 45,72 metri - uscì nelle sale cinematografiche britanniche nel luglio 1918. Viene citato in Opportunity Lost del 1995, episodio della mini-serie tv di Kevin Brownlow e David Gill Cinema Europe: The Other Hollywood, dove ne viene mostrata una clip.